# 豊田市立東保見小学校
豊田市立東保見小学校（とよたしりつ ひがしほみしょうがっこう）は、愛知県豊田市保見ヶ丘にある公立小学校。

## 概要
- 保見ケ丘4丁目（一部）、保見ケ丘5丁目（一部）、乙部ケ丘が校区である。公立中学校に進学する場合は保見ケ丘は豊田市立保見中学校、乙部ケ丘は豊田市立猿投中学校へ進学する [1]。
- 1972年に造成を開始した保見団地に合わせて開校した小学校である。
- 1990年代以降には、保見団地に日系ブラジル人をはじめとする外国人居住者が増加した影響もあり、2019年時点の外国人児童の割合は約23％を占める。外国人児童の国籍はブラジル、ペルー、フィリピンなどである[2]。

## 沿革
- 1975年（昭和50年）4月 - 豊田市立伊保小学校から分離し、開校。
- 1988年（昭和63年）4月 - 豊田市立西保見小学校を分離する。

## 交通アクセス
- 愛知環状鉄道線保見駅下車、徒歩約20分。
- とよたおいでんバス保見・豊田線「東保見小学校前」バス停より徒歩約1分。

## 周辺施設
- 中京大学豊田キャンパス
- 豊田市立保見中学校
- 豊田市立西保見小学校
- 豊田市立伊保小学校
- 東保見こども園
- 愛知環状鉄道線保見駅